# Tauber
Die Tauber ist ein Fluss in Süddeutschland an beiden Seiten der Grenze zwischen Baden-Württemberg und Bayern. Sie entspringt am Westfuß der Frankenhöhe, fließt in nordwestlicher Richtung etwa 130 km durch die Region Franken und mündet in Wertheim von links und Südosten in den Main. Sie hat der sie unmittelbar umgebenden Teilregion Tauberfranken den Namen gegeben.

## Name
In den ersten urkundlichen Erwähnungen wird die Tauber als tubri(gowe) (= Tauber(gau)) und dubra(goe) bezeichnet. Der Name wird auf das keltische Wort dubr (bzw. Plural: dubra) für Wasser zurückgeführt.
Andere Ableitungen erklären ihn durch Dubron (keltisch) mit der Bedeutung schnell dahineilendes Wasser. Das keltische Wort dubr geht jedenfalls auf die indogermanische Sprachwurzel dhav (= waschen, strömen) zurück, weshalb man auch davon ausgehen kann, dass fließendes Wasser gemeint ist. Im heutigen Walisisch (Kymrisch) steht dwfr einfach für das Wort Wasser, was in Cornwall dem Wort dour (= dowr) entspricht. Mehrere Ortsnamen wie Dover in Großbritannien gelten als anglisierte Formen davon. In Großbritannien findet sich auch die Ortsbezeichnung Doverdale (ein Parish nahe Droitwich, ein Ort in Worcestershire), die dem Wort Taubertal nicht nur klanglich und äußerlich ähnelt, sondern wahrscheinlich eine analoge Wortherkunft besitzt (Dover und Tauber beide aus kelt. Dubr-, Dale und Tal beide später hinzugefügter germanischer erläuternder Wortteil). Manche führen Tauber auch auf das keltische Wort dubo (= schwarz) zurück, was jedoch als sprachwissenschaftlich und sachlich unbegründet anzusehen ist.

## Geographie

### Entstehungsgeschichte
Die Tallinie der Tauber zeichnet einen früheren Nebenfluss der Urdonau nach, der entgegen der heutigen Fließrichtung nach Südosten floss. Zu ihm gehörten auch Teile des heutigen Mainvierecks. Vor dem Pleistozän war das Taubertal breiter und flacher. Das heutige enge Tal bildete sich erst während der Kaltzeiten in Verbindung mit weiträumigen tektonischen Hebungen. Vermutlich war das Taubertal auch in die Talverschüttungsphasen des Mains einbezogen. Auch jüngste Formungsprozesse im Taubertal sind ablesbar. Beispielsweise liegt die Grünsfeldhausener St. Achatius-Kapelle heute mehr als drei Meter unter dem Niveau der Talaue, was auf die Ablagerung von Auenlehm zurückzuführen ist, die im Verlauf mehrerer Jahrhunderte die Talsohle um mindestens neun Meter erhöhte.
Entscheidend für die Entstehung des Reliefs im Taubertal und in den Einzugsgebieten seiner Nebenflüsse sind die flächenhafte Bodenabtragung, die anthropogen und durch Starkregenereignisse verursacht ist, sowie die linienhafte Bodenerosion in den kleinen Hohlwegen, Klingen, Kerben und Schluchten an den steilen Tauberhängen. Beide Vorgänge haben sowohl natürliche Ursachen (geologischer Untergrund, Hangneigung, Bodenart, Niederschläge) als auch vom wirtschaftenden Menschen gesetzte (Landwirtschaft, Art der Bodenbearbeitung wie Wein- oder Ackerbau, Rodung, Weidewirtschaft, Wegebau). Bodenabtragung wie Bodenerosion sind durch historische Belege u. a. im Staatsarchiv Wertheim-Bronnbach nachgewiesen. Diese beschreiben die Bodenschäden seit dem Spätmittelalter, die im 18. Jahrhundert besonders intensiv waren.
Daneben zeigt auch das Landschaftsbild Hinweise auf die Bodenabtragung in Gestalt von Waldrandstufen, Ackerterrassen und besonders durch die Steinriegel an den heute vielfach aufgegebenen Rebhängen. Queranschnitte an den Steinriegeln zeigen unter der Lesesteindecke die Bodenoberfläche konserviert in ursprünglicher Höhe. Neben den Steinriegeln wurde der Boden dagegen durch den Rebhackbau beständig gelockert und so der Abspülung durch Regen ausgesetzt. An solchen Aufschlüssen ist ein Bodenverlust an Rebhängen in historischer Zeit von bis zu 150 Zentimeter ablesbar. Auf die komplementäre Ablagerung dieser Bodenmengen in den Auelehmschichten des Taubertales wurde oben bereits hingewiesen.

### Quelle

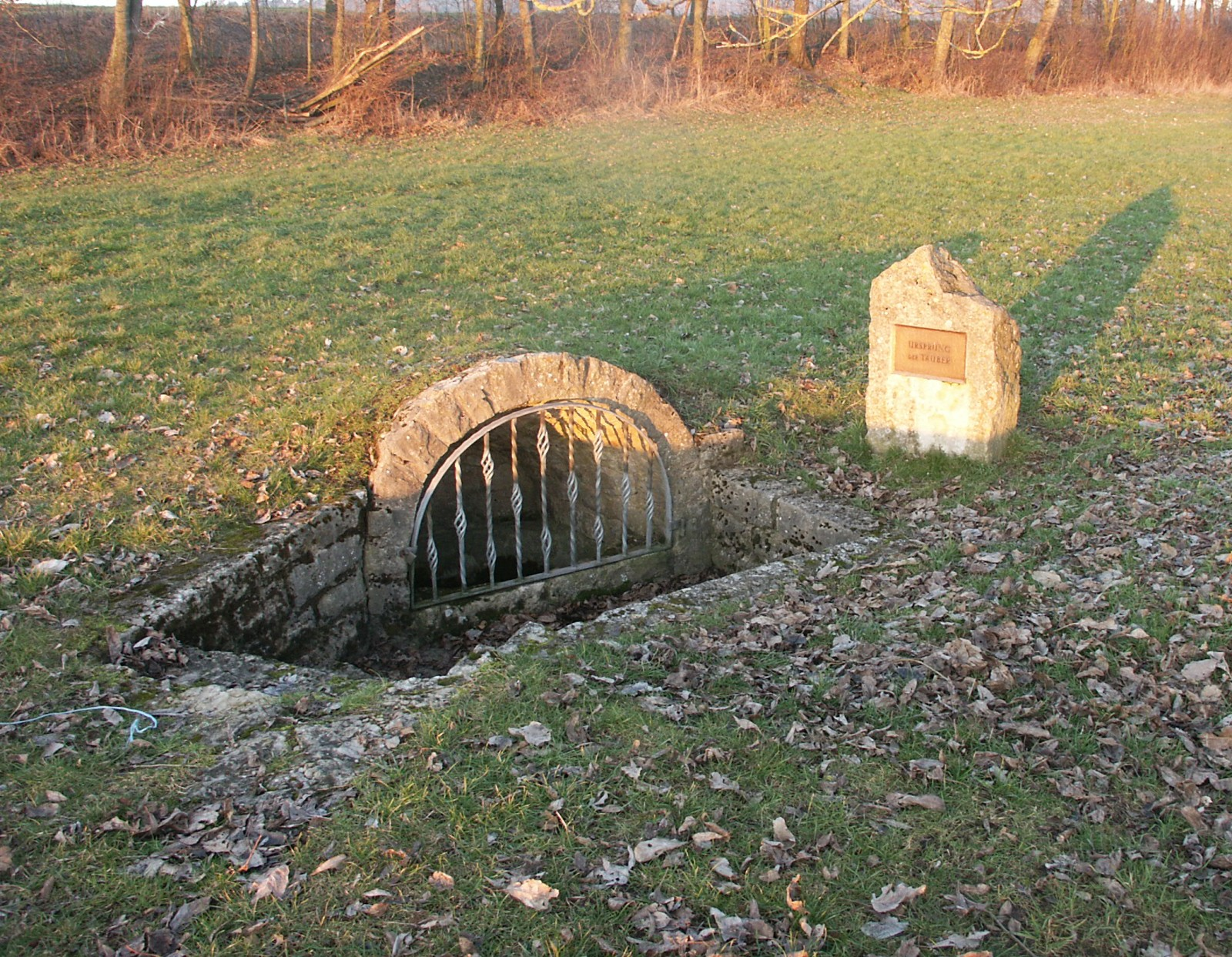
Tauberquelle bei Weikersholz in Rot am See

Während der 1970er-Jahre erreichte eine Meinungsverschiedenheit über die Frage, wo der Ursprung der Tauber tatsächlich liege, ihren Höhepunkt: ob bei Wettringen in Bayern oder bei Weikersholz in Baden-Württemberg. Da der mit einem Stein kenntlich gemachte Klingenbrunnen etwa einen halben Kilometer östlich von Weikersholz in der Gemeinde Rot am See die oberste ständig schüttende Quelle ist, wird diese Brunnenstube seit 1976 als Ursprung der Tauber angesehen. Ab dort hat der Fluss eine Länge von etwa 129,1 km. Wird ein am Nordostrand des Waldes Espan etwa einen halben Kilometer nordwestlich von Weikersholz auf rund 467 m ü. NN entstehender Graben-Oberlauf hinzugerechnet, beträgt seine Länge 131,6 km.

### Weiterer Verlauf

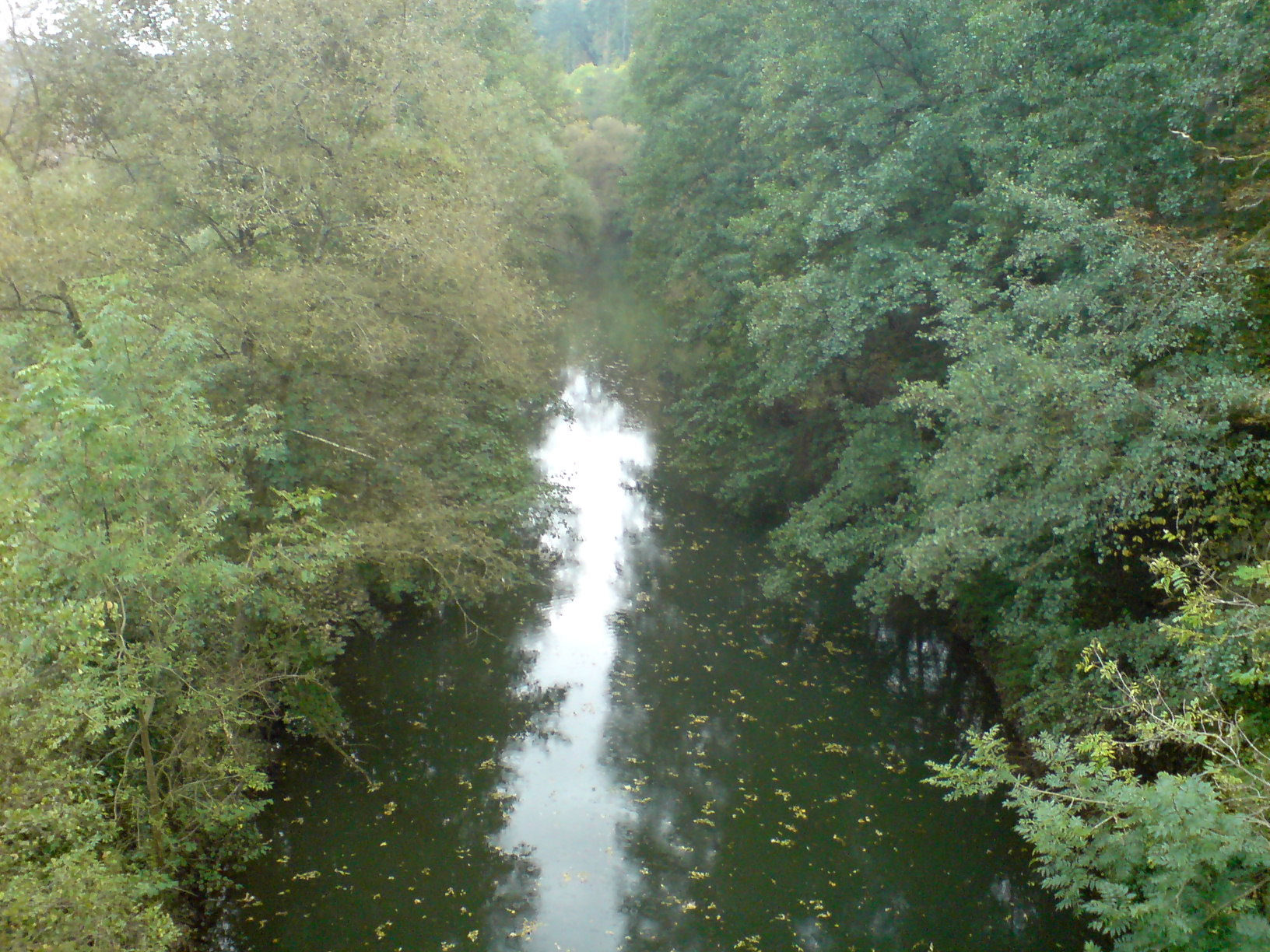
Die Tauber beim Kloster Bronnbach mit sehr geringer Wasserführung im Oktober 2009

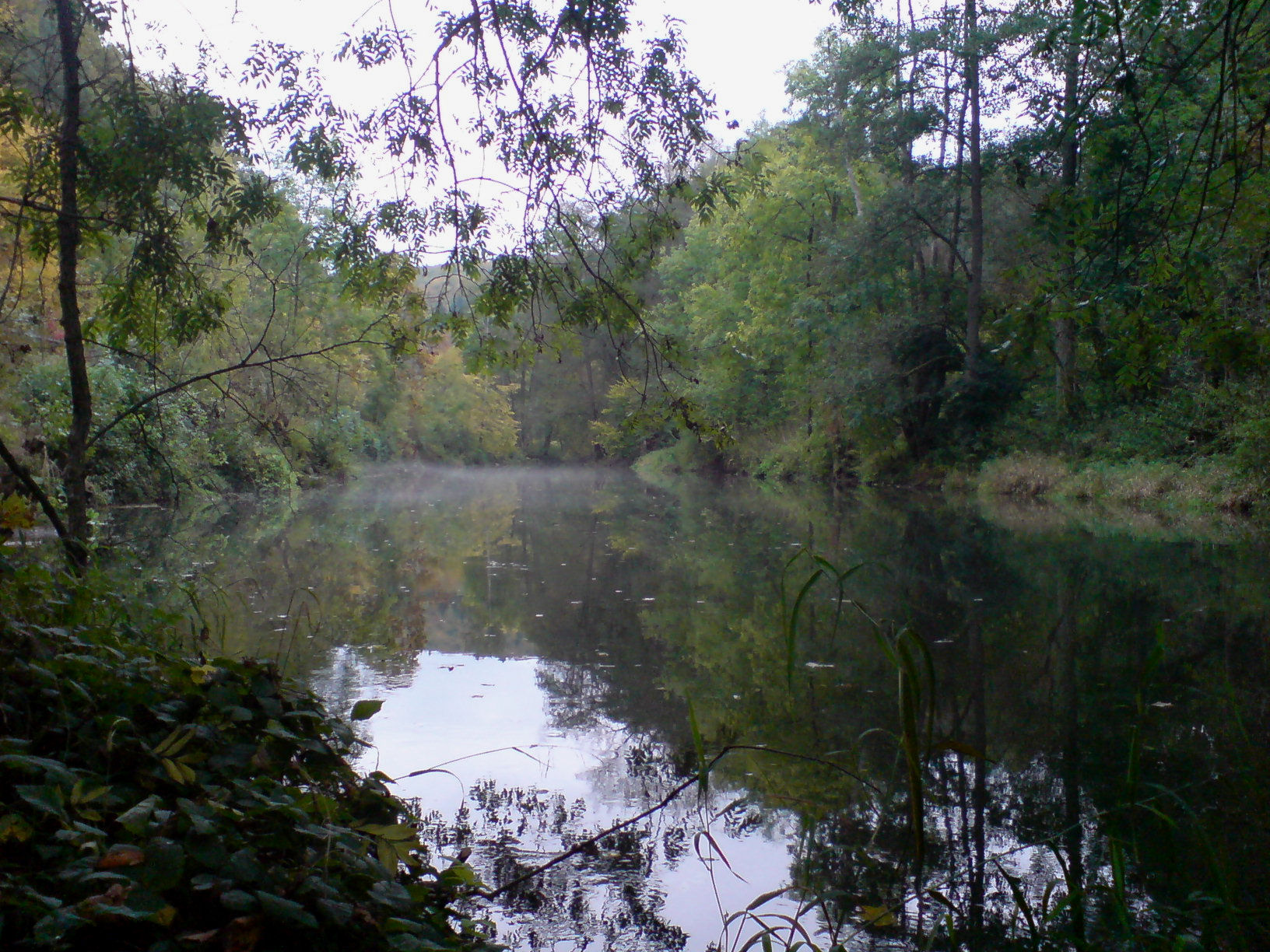
An der unteren Tauber

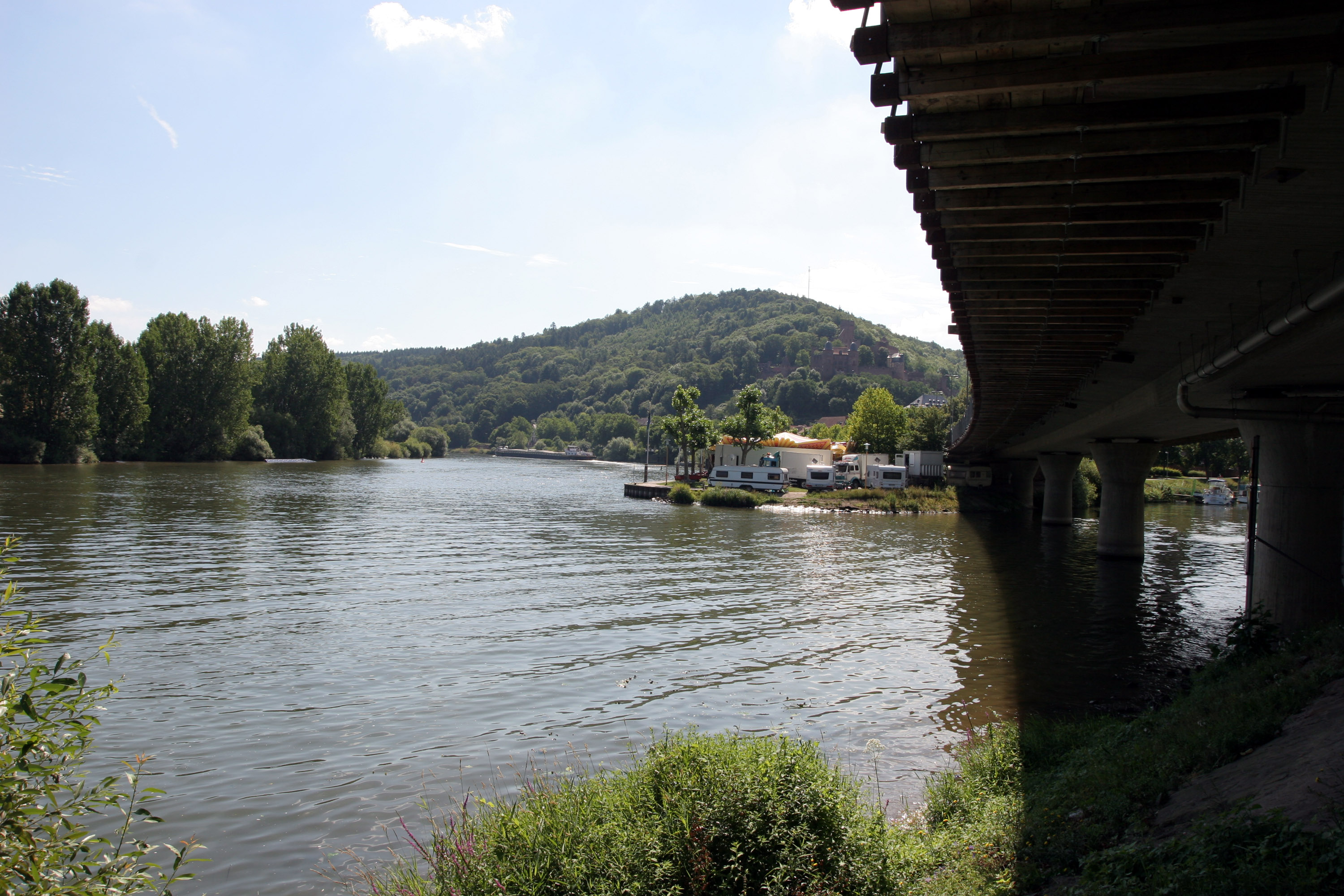
Die Mündung der Tauber in den Main bei Wertheim

Weniger als einen Kilometer unterhalb ihrer Quelle wechselt die Tauber ins bayerische Mittelfranken über und fließt dann in nordnordöstlicher Richtung durch Wettringen und Diebach nach Gebsattel, mit einem kurzen Abschnitt in Baden-Württemberg an der Thomasmühle (Gemeinde Rot am See). Ab Gebsattel richtet sie ihren Lauf nach Nordnordwesten. Nach dem Zufluss der Schandtauber beginnt sie, ihr Tal tief in die Schichten des Muschelkalks einzugraben, anfangs in engen Schlingen. In einer dieser Schlingen zieht sie an Rothenburg ob der Tauber vorbei, das zu ihrer Rechten 50 Meter über dem Talboden liegt. Unterhalb von Tauberzell wechselt sie an der Holdermühle nach Baden-Württemberg und fließt an Archshofen und Craintal vorbei, dann durch die Stadt Creglingen. Noch einmal durchquert sie um Bieberehren, Röttingen und Tauberrettersheim in einem nach Norden gerichteten Bogen bayerischen Boden (Unterfranken), bevor sie endgültig nach Baden-Württemberg übertritt.
Unterhalb Weikersheims fließt sie dabei zunächst auf einem kurzen Stück in Richtung Westen, kehrt sich aber schon beim etwa 10 km (Luftlinie) entfernten Bad Mergentheim nach Nordwesten und behält diesen Kurs forthin bei. Ihr Tal weitet sich auf seinen nächsten über 20 km mehr und mehr; zwischen Tauberbischofsheim und Werbach in Impfingen erreicht der Talgrund dabei seine maximale Breite von etwa anderthalb Kilometern. Gleich unterhalb von Werbach verengt es sich wieder auf mancherorts fast nur ein Zehntel dieses Werts, der Fluss schafft sich hier wiederum ein tiefes Mäandertal, diesmal im Buntsandstein. Dieser windungsreiche Abschnitt zieht sich über 23 Flusskilometer lang hin (Luftlinie nur etwas über 12 km), an seinem Ende erreicht die Tauber schließlich Wertheim und mündet dort von links in den Main.

### Einzugsgebiet und Nebenflüsse

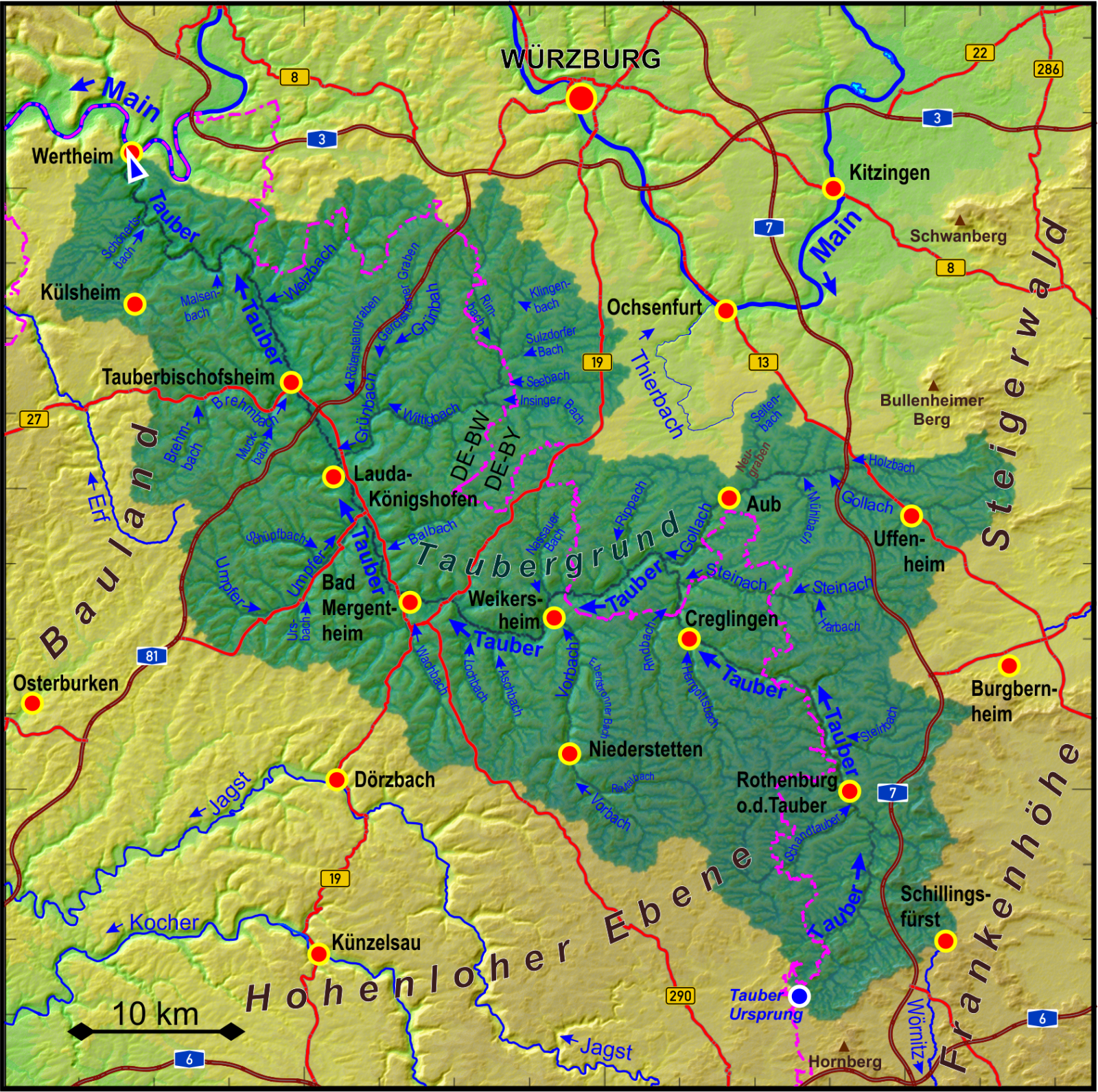
Einzugsgebiet der Tauber

Das Einzugsgebiet der Tauber umfasst ungefähr 1.800 Quadratkilometer, von denen 660 in Bayern liegen. Die Tauber entwässert größere Teile
der Hohenloher Ebene, den Gollachgau und das Tauberland.
Im Süden und Osten grenzt das Einzugsgebiet an die Frankenhöhe und den Steigerwald, im Nordwesten an Bauland und Odenwald.
Wichtigste Nebenflüsse sind die Gollach bei Bieberehren, die Vorbach bei Weikersheim, die Umpfer bei Königshofen sowie der Grünbach bei Gerlachsheim. Weitere Zuflüsse mit Längen zwischen 10 und 20 km sind Herrgottsbach (in Creglingen), Steinach (bei Bieberehren), Nassauer Bach (bei Schäftersheim), Aschbach (bei Elpersheim/Markelsheim), Wachbach (in Bad Mergentheim), Balbach (bei Unterbalbach), Brehmbach (in Tauberbischofsheim) und Welzbach (bei Werbach).
Diagramm mit den Zuflüssen der Tauber (Länge größer 10 km)

### Flusssystem Tauber
- Liste der Fließgewässer im Flusssystem Tauber

## Umwelt

### Gewässergüte
Die Tauber war mit Stand von 2004 auf ihrem ganzen hierfür erfassten Lauf in Baden-Württemberg, nämlich von etwa Tauberscheckenbach bis kurz nach Creglingen und dann wieder ab Schäftersheim bis ganz zur Mündung, mäßig belastet (Güteklasse II).

### Flussbegradigungen im 19. Jahrhundert

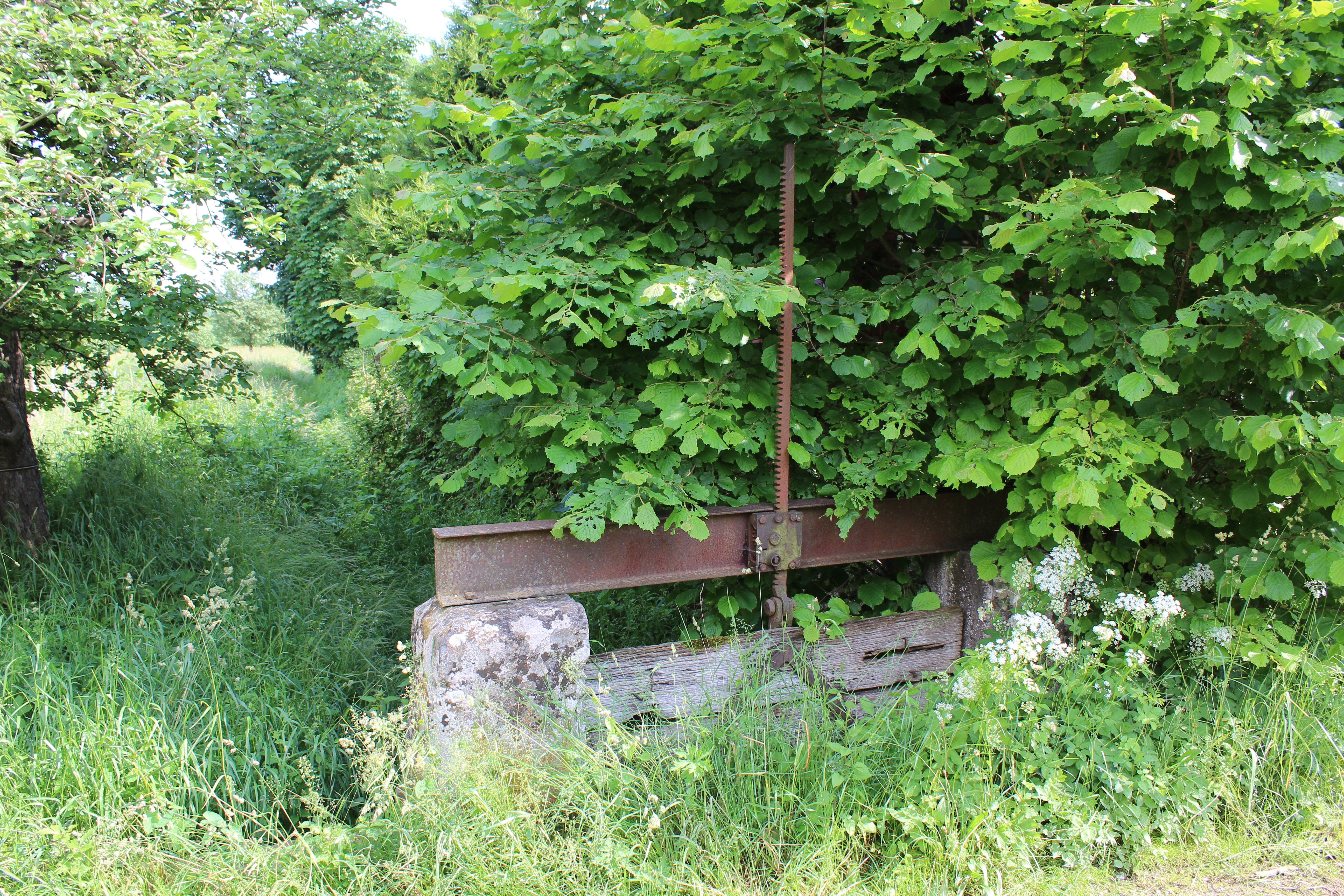
Eine Wiesenwässerungssperre in Dittigheim an der Tauber, die im 19. Jahrhundert nach einer Flussbegradigung wegen gesunkenen Grundwasserspiegels errichtet wurde

In den 1860er Jahren wurde beim Bau der Eisenbahnbrücke Lauda ein Altarm der Tauber stillgelegt. Der Tauber-Altarm wurde am Ende des 20. Jahrhunderts als flächenhaftes Naturdenkmal Altarm der Tauber beim Chausseehaus Renig (⊙; seit dem 10. März 1992) ausgewiesen. Beim Bau der Eisenbahnbrücke Bronnbach wurde ebenfalls ein Altarm der Tauber stillgelegt, sodass die Eisenbahnbrücke die Tauber nur einmal statt zweimal überqueren muss. Die beiden Tauber-Altarm-Teile links und rechts des Brückendamms wurden am Ende des 20. Jahrhunderts als flächenhafte Naturdenkmale Alte Tauber Bergrain (⊙; seit dem 21. Dezember 1981) und Tauber-Altarm Bergrainwiese (⊙; seit dem 10. März 1992) ausgewiesen.
In den 1890er Jahren wurde die Tauber bei Tauberbischofsheim begradigt, was den Grundwasserspiegel sinken ließ; die ansässigen Landwirte ernteten in dessen Folge weniger Grünfutter für ihre Nutztiere. Um wieder mehr Ertrag zu erzielen, legten sie Wassersperren an und zogen Gräben zur Bewässerung einiger Wiesenabschnitte.

### Renaturierungsmaßnahmen im 21. Jahrhundert
2016 erhielt die Tauber zwischen der Kreisstadt Tauberbischofsheim und Impfingen ein neues Flussbett. Die ehemals begradigte Tauber wurde renaturiert um die Bedingungen für Fauna und Flora zu verbessern.

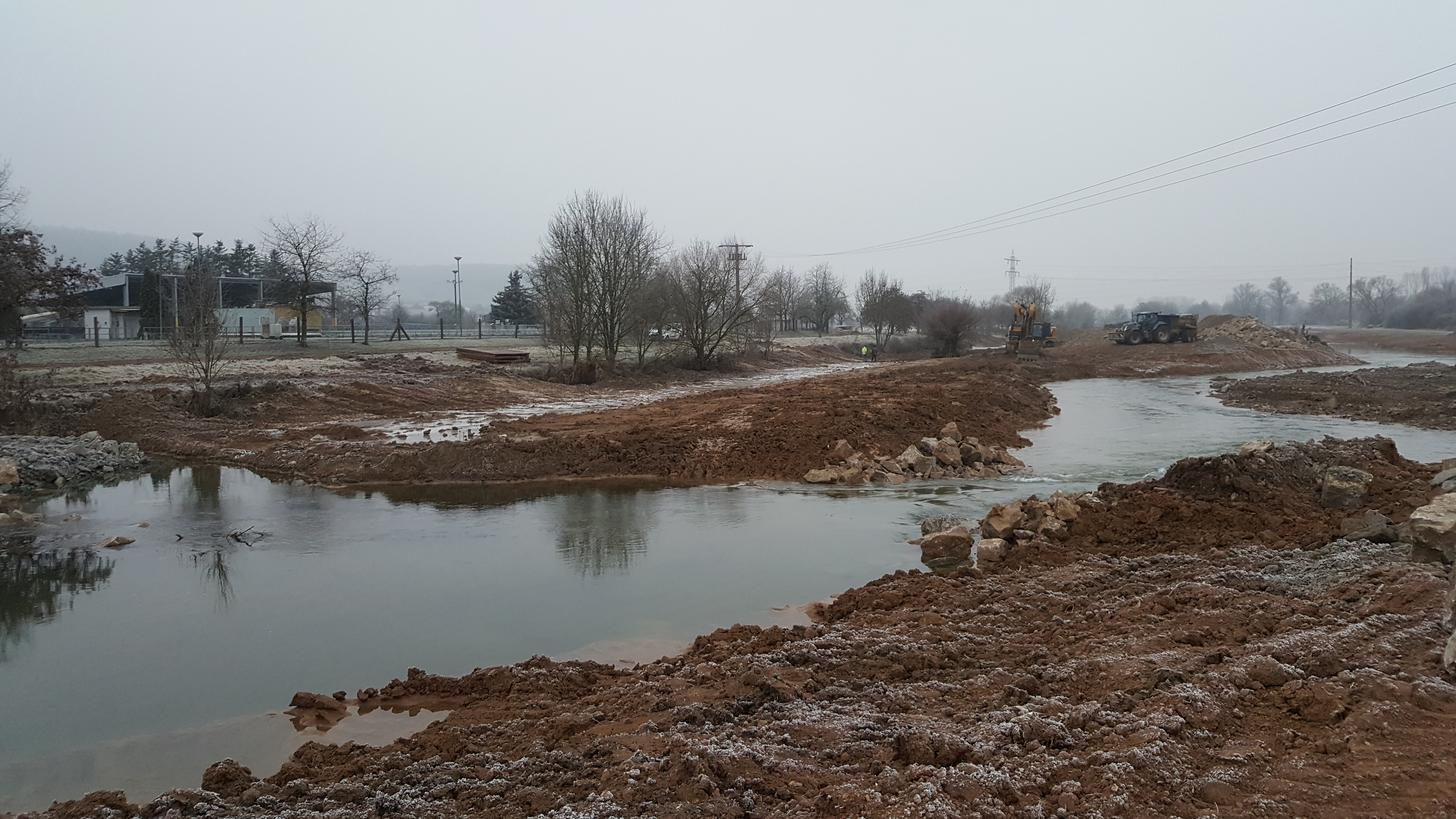
Neue Schlängelung des Flussbetts
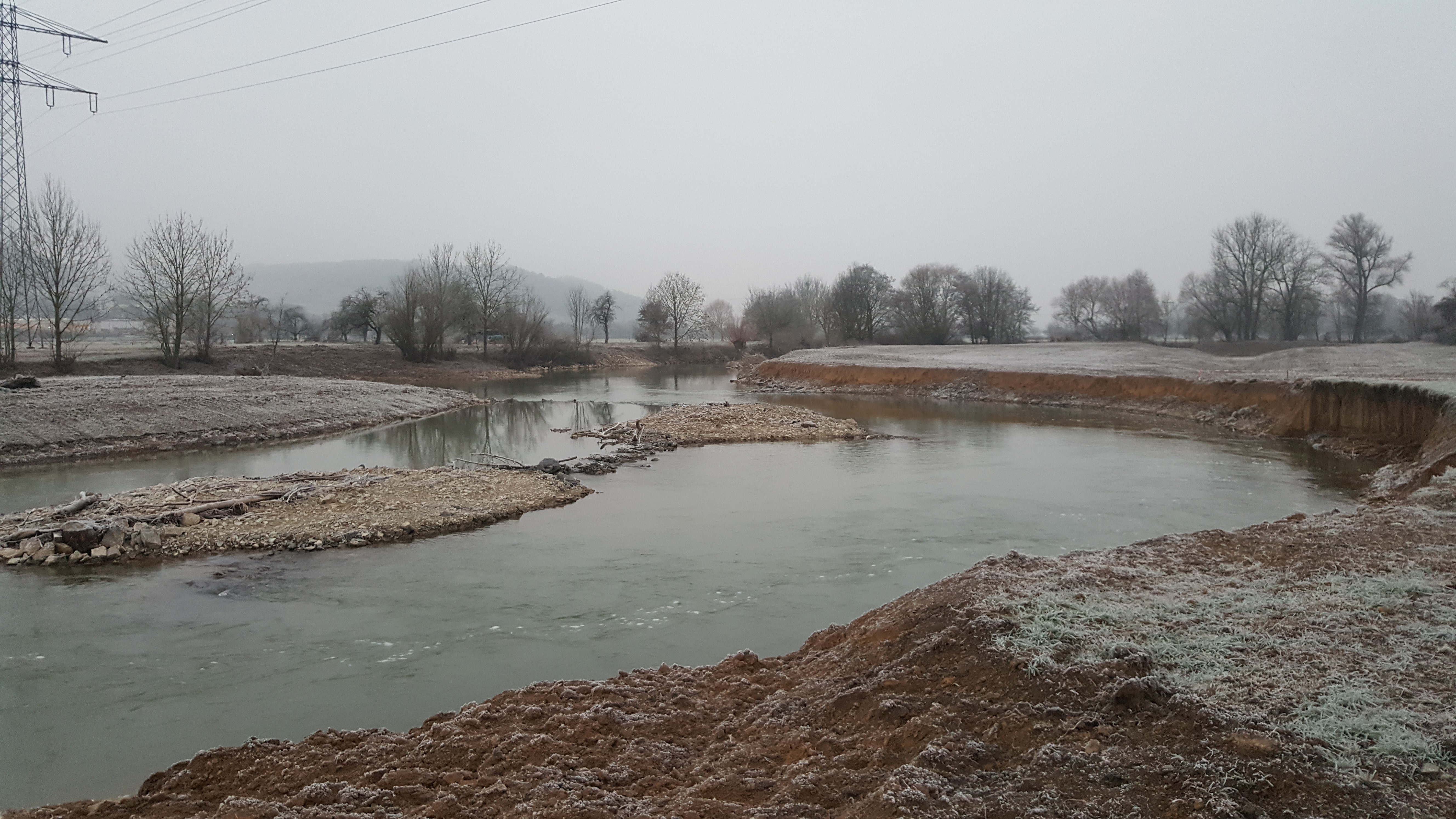
… mit Kiesbänken, Inseln und Steilufer
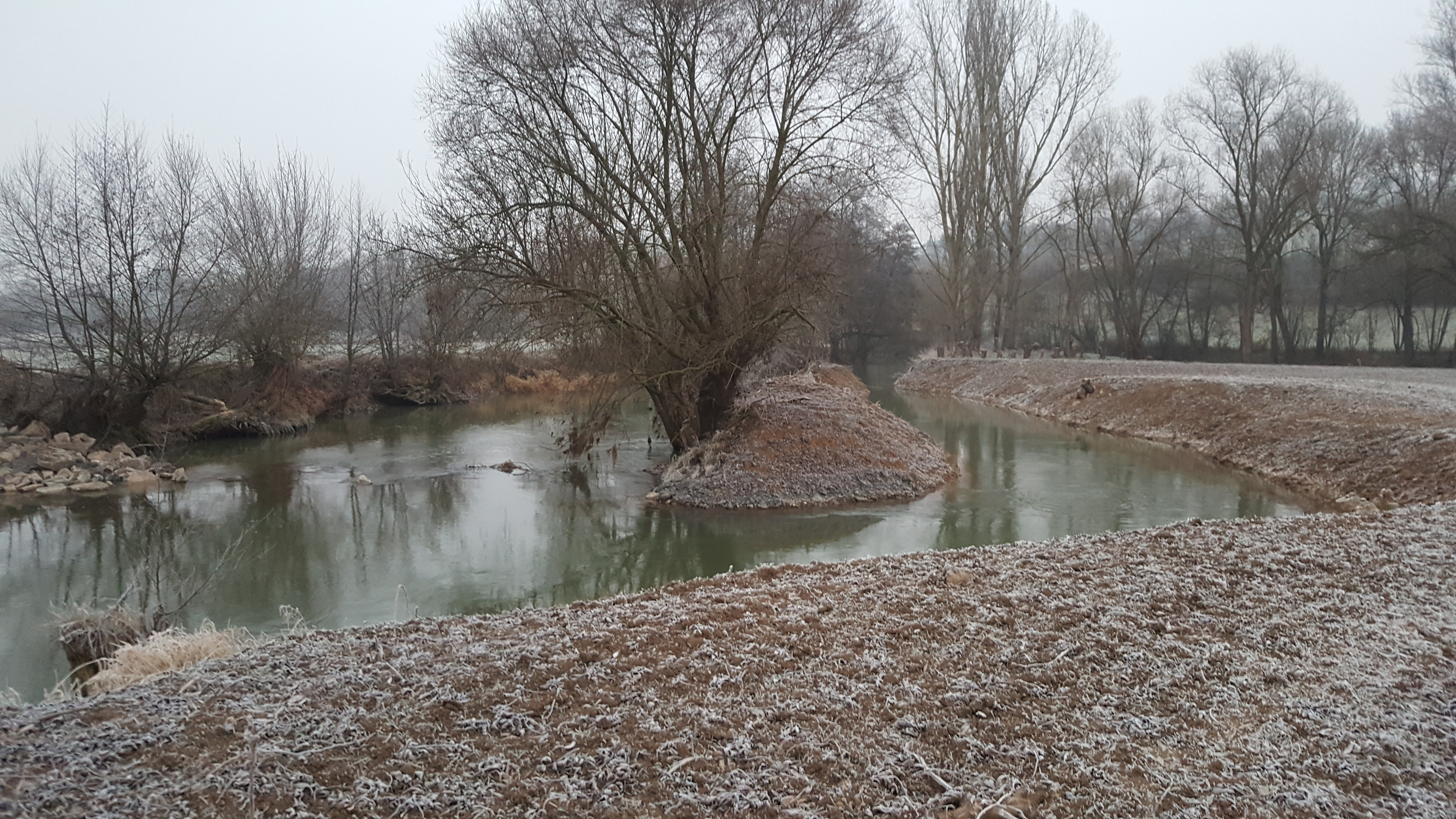
… sowie neu angelegte Flussgabelung

### Flora
Das mittlere sowie weite Teile des unteren Taubertal beherbergen eine Flora, die an sommertrockene Verhältnisse angepasst ist. Hier treffen wärmeliebende Pflanzen aufeinander, deren ursprüngliche Heimat zum einen die osteuropäischen Steppenheiden und zum anderen die mediterranen Trockenrasen sind. Da hier der Weinbau in nicht allzu großem Umfang betrieben wird, sind einige dieser Pflanzen an verschiedenen Standorten noch in ausreichender Zahl anzutreffen.

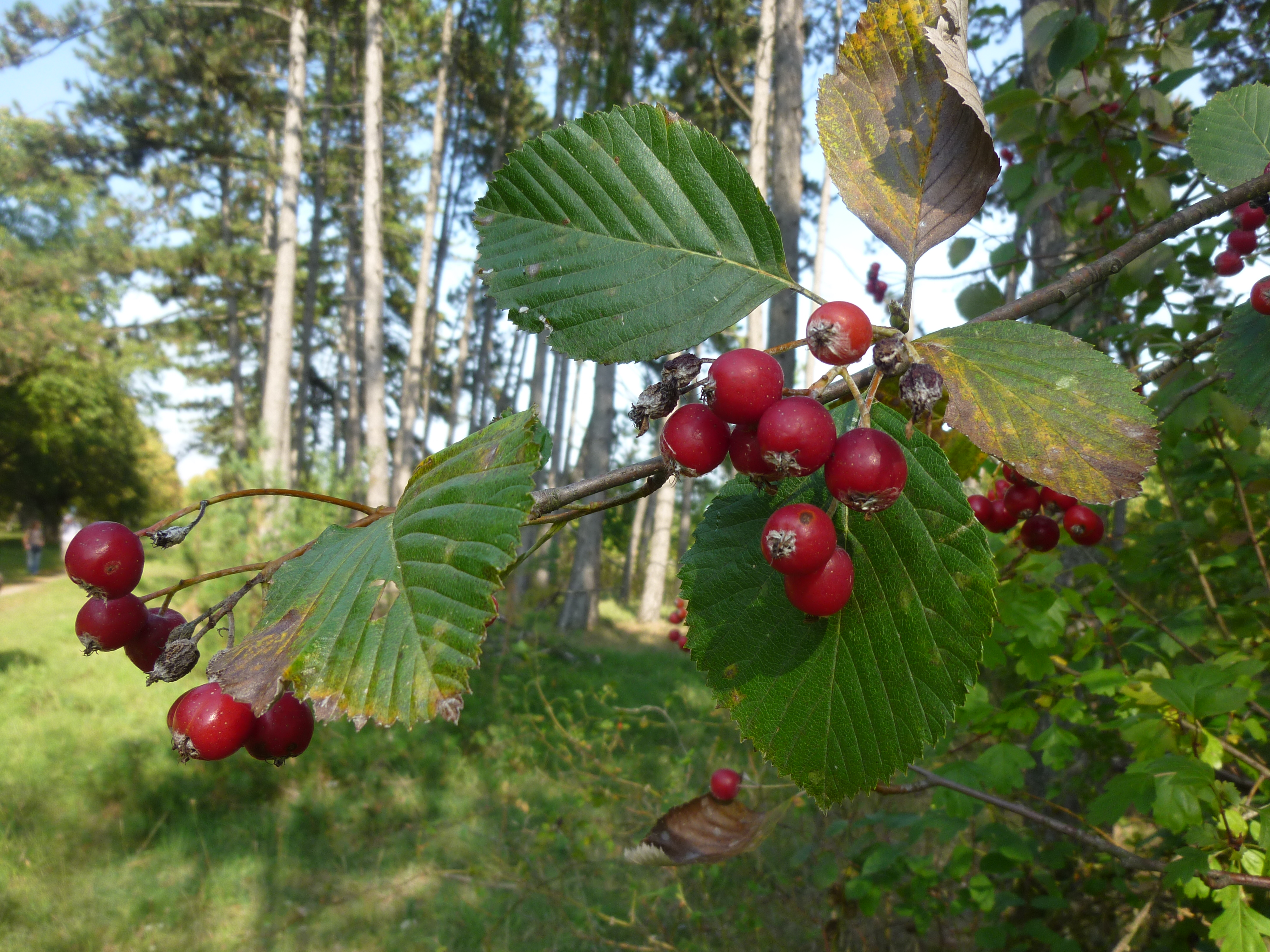
Tauber-Mehlbeere bei Külsheim

Die Tauber-Mehlbeere (Sorbus dubronensis) und der Diptam (Dictamnus albus) wachsen vornehmlich an Waldsäumen. Charakteristisch für viele Trockenrasen ist der Blutrote Storchschnabel (Geranium sanguineum), er kann große Flächen überziehen. Die Gewöhnliche Kuhschelle (Pulsatilla vulgaris) hat mehrere Vorkommen, die aber oft nur aus wenigen Pflanzen bestehen. Die Osterluzei (Aristolochia clematitis) ist regelmäßig anzutreffen. Das Apenninen-Sonnenröschen (Helianthemum apenninum) wurde bereits mehrfach nachgewiesen, es ist aus dem unteren Maintal eingewandert. Das Federgras (Stipa pennata) und der Feld-Mannstreu (Eryngium campestre) besitzen nur wenige Standorte mit größeren Beständen. Bisher wurden nur sehr wenige Exemplare des Affen-Knabenkrauts (Orchis simia) gefunden. Möglicherweise wurde es angesalbt. Das Helm-Knabenkraut (Orchis militaris) ist wesentlich häufiger. Ebenfalls sehr selten ist das Brandknabenkraut (Orchis ustulata), erst 2005 wurde es wieder nachgewiesen. Hoch über dem Taubertal bei Werbach befindet sich eines der wenigen Vorkommen des Lothringer Leins (Linum leonii) in Deutschland. Der Schmalblättrige Lein (Linum tenuifolium) ist etwas öfter anzutreffen. Im Taubertal gibt es mittlerweile mehr als 30 Naturschutzgebiete, weshalb bedrohte Pflanzenarten hier ein geschütztes Terrain finden.

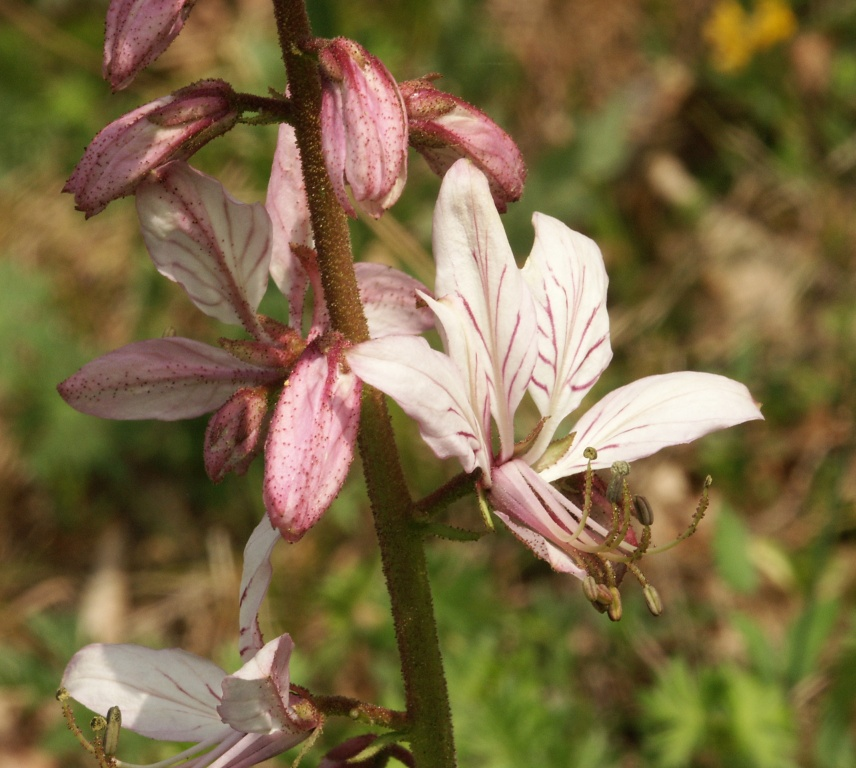
Diptam (Dictamnus albus)
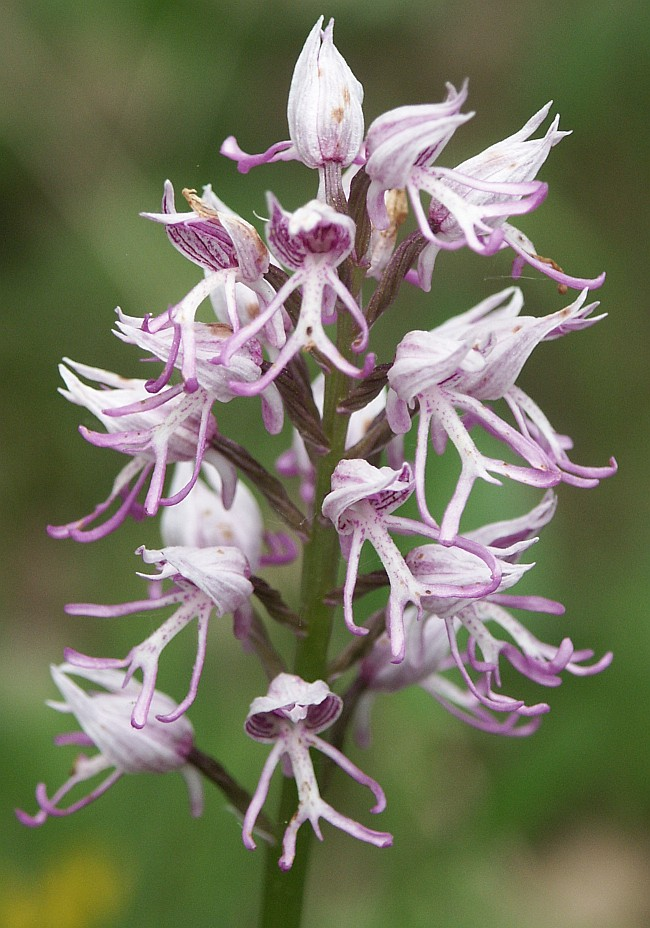
Affen-Knabenkraut (Orchis simia)
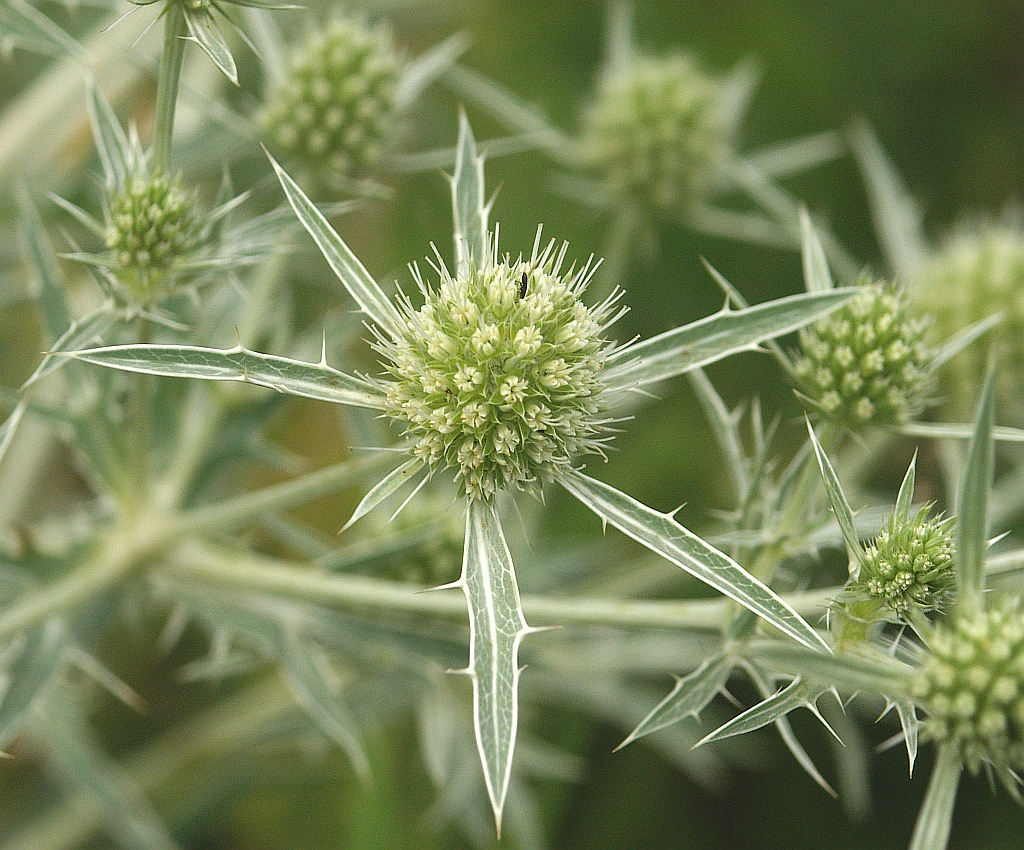
Feld-Mannstreu (Eryngium campestre)
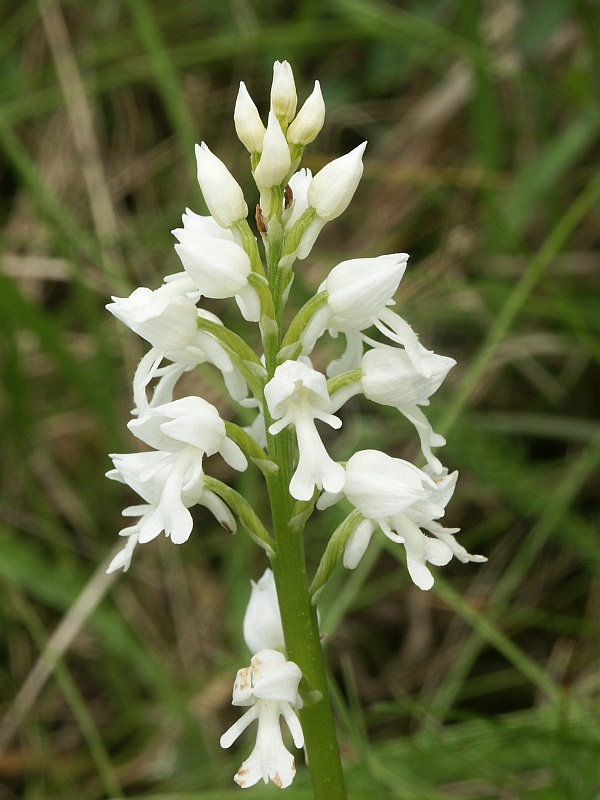
Helm-Knabenkraut (Orchis militaris), ein Albino

### Fauna

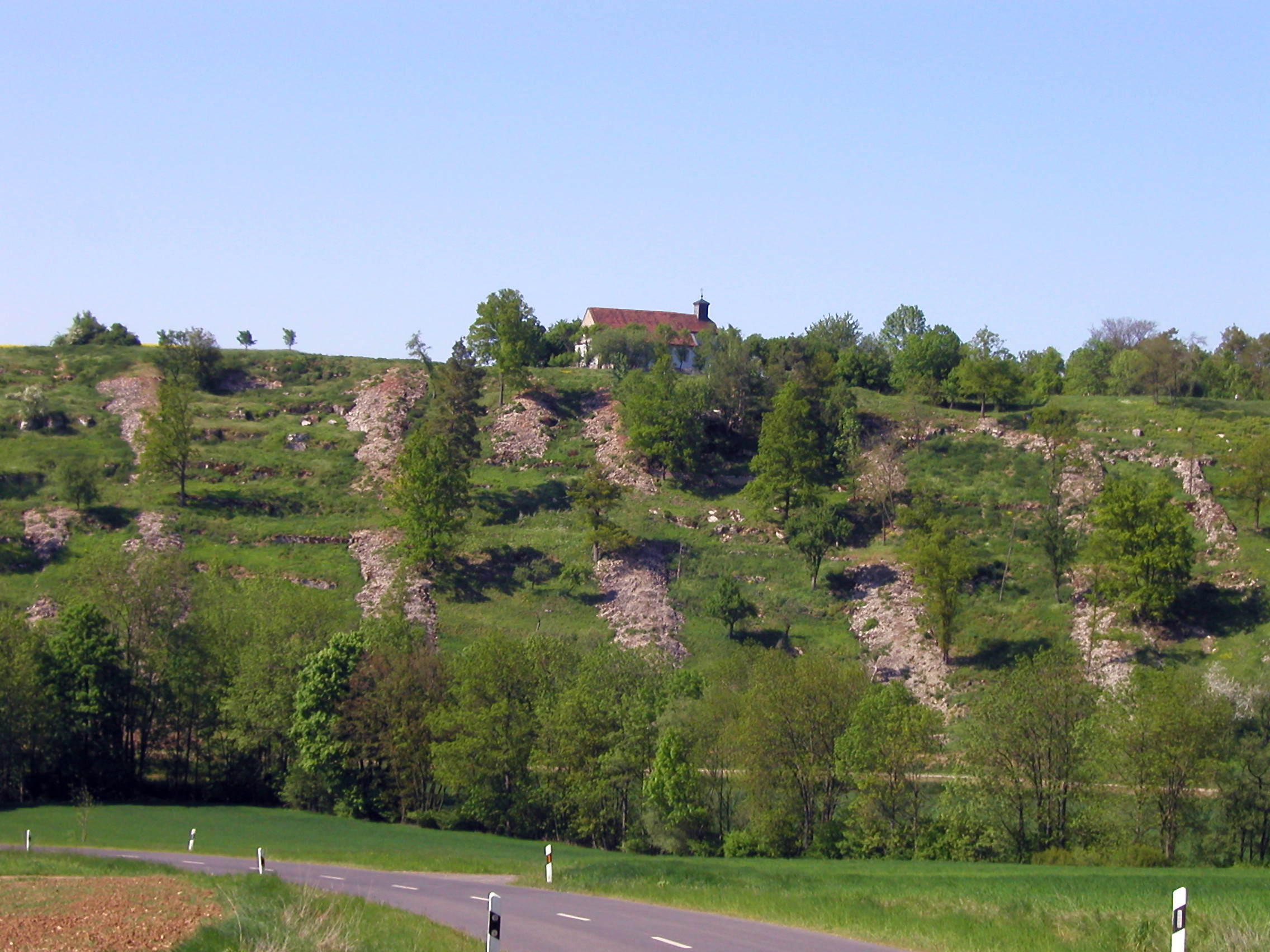
Weite Teile des Taubertals und seiner Nebentäler prägt die Steinriegellandschaft (hier bei Bieberehren)

Die im Taubertal häufig vorkommenden Steinriegel- und Magerrasenlandschaften beherbergen nicht nur eine an Trockenheit angepasste Flora, sondern auch eine Vielzahl an Wärme liebenden Tieren. So kann an sehr warmen Junitagen in der Gegend um Lauda-Königshofen der Schmetterlingshaft beobachtet werden. Zauneidechse, Rot- und Blauflügelige Ödlandschrecken tanken auf den sich bei sonnigem Wetter schnell aufheizenden Steinriegeln Energie, während der Schwalbenschwanz mit Vorliebe die Blüten auf den umliegenden Trockenrasen besucht.
Für die in der Tauber vorkommenden Fischarten wurden an 25 der 28 Wehre die bestehenden Aufstiegshindernisse beseitigt. Das Reicholzheimer Wehr und das Wehr an der Eulschirbenmühle bei Gamburg wurden mit einem sogenannten Umgehungsgerinne ausgestattet. Im Verlauf der Tauber zwischen Bronnbach und Reicholzheim wurden Seitengewässer als Ausgleichsmaßnahme geschaffen, die mittlerweile Biotope unter anderem für Gelbrandkäfer, Schilfrohrsänger und seit 2006 für den Biber darstellen.
Weiterhin kommen im Taubertal in Baden-Württemberg noch die Groppe und in Bayern zusätzlich der Dunkle Wiesenknopf-Ameisenbläuling, der Hirschkäfer, die Mopsfledermaus und das Große Mausohr vor.

## Wirtschaft

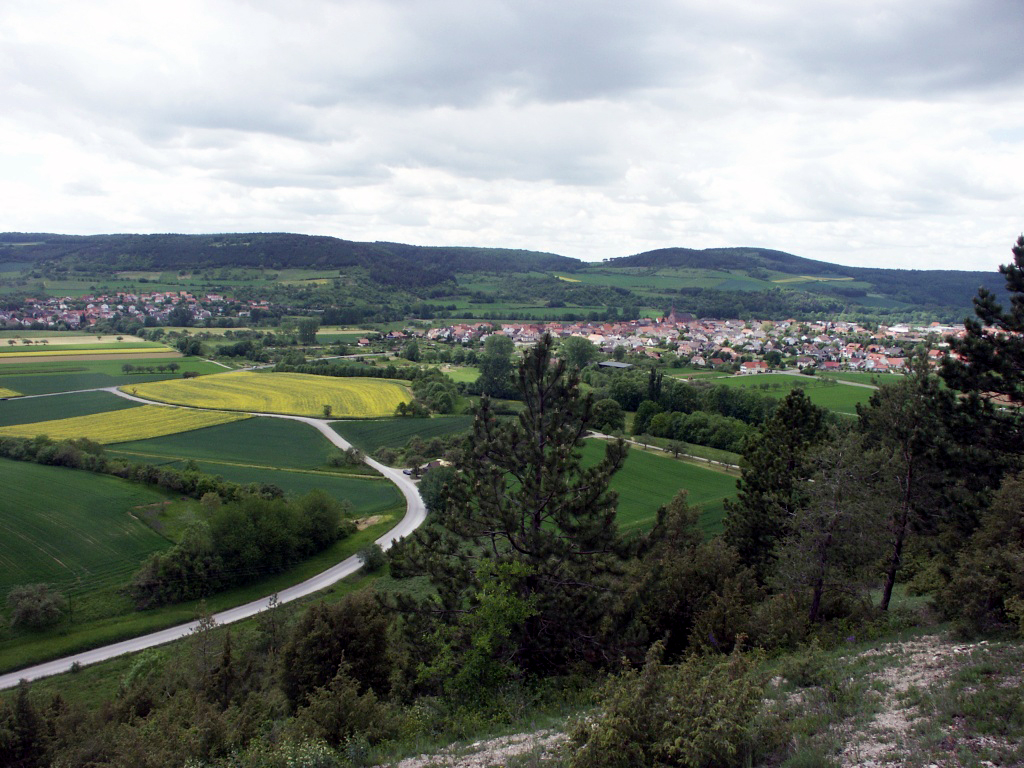
Blick vom „Tauberblick“ bei Werbach ins Taubertal

Das Taubertal ist bekannt für seinen Weinbau. Es werden die Sorten Müller-Thurgau, Silvaner, Kerner, Dornfelder, Acolon, Schwarzriesling und die Spezialität Tauberschwarz angebaut, seit etwa 2000 auch die Rebsorte Zweigelt. Die Tauber fließt durch drei Anbaugebiete, durch den badischen Bereich Tauberfranken zwischen Wertheim und Lauda-Königshofen, den württembergischen in der Mitte (Markelsheim, Weikersheim und Schäftersheim) und bayerisch-fränkischen im Oberlauf bei Tauberrettersheim, Röttingen und von Tauberzell bis Rothenburg ob der Tauber. Daneben spielt der Fremdenverkehr eine bedeutende Rolle. Besonders bekannt ist der Radweg „Liebliches Taubertal“ von Rothenburg ob der Tauber bis Wertheim am Main, sehenswert ist – neben den Städten – außerdem Kloster Bronnbach im unteren Taubertal mit sehr vielen terrassierten Uferhängen.
In den größeren Städten haben sich auch größere Industriebetriebe entwickelt, vorherrschend sind die holzverarbeitende (etwa Weinig und Vereinigte Spezialmöbelfabriken in Tauberbischofsheim, Ruppel GmbH in Lauda, Bembé Parkett GmbH & Co. KG in Bad Mergentheim) und die Glasindustrie (v. a. in Wertheim) sowie der (Fein-)Maschinenbau (etwa TREPEL Airport Equipment GmbH, die Firma Lauda Dr. R Wobser oder die Richard Kablitz & Mitthof GmbH).

## Verkehr

### Versuche zur Schiffbarmachung

Skizze vom „neuen Wasser-Bau“ für die Stadtmühle in Wertheim aus dem Jahr 1663

Bereits im Jahr 1244 wurde versucht, die Tauber schiffbar zu machen. Die treibenden Kräfte hierbei waren die Grafen Poppo und Rudolf von Wertheim, die dem Kloster Bronnbach in Aussicht stellten, die Tauber von der Abtei bis zur Mündung für Lastkähne befahrbar zu machen und hierfür auch einen Leinpfad anzulegen. Da jedoch für die Wertheimer Mühlen teure Schleusen erforderlich gewesen wären, scheiterte der Versuch. Im 16. Jahrhundert wurden erneut ähnliche Planungen aufgenommen; diesmal sollte die Tauber ab Tauberbischofsheim schiffbar gemacht werden, sodass Waren aus den Handelsstädten Rothenburg und Nürnberg ab dort auf dem Flussweg zum Main gelangen konnten. Besonders Wertheim wären daraus Vorteile erwachsen, da es abseits der Handelswege lag; jedoch wurden auch diese Pläne nicht umgesetzt. Ein weiteres Mal wurden Planungen nach dem Dreißigjährigen Krieg aufgenommen; diesmal sollte die schiffbare Strecke von Weikersheim bis Wertheim reichen. Die fünf Landesherrschaften, die Anlieger an dieser Strecke waren – die Grafschaft Wertheim, Kurmainz, der Hochstift Würzburg, der Deutsche Orden und die Grafschaft Hohenlohe – verhandelten ab 1661 miteinander. Verhandlungspunkte waren unter anderem die Kosten und deren Aufteilung, die Zölle und die Bedienung der Schleusen. Bei den Verhandlungen war auch ein Sachverständiger aus Holland anwesend, der bereits dem Herzog von Württemberg beim Ausbau des Neckars seine Dienste geleistet hatte. Nach seinen Berechnungen sollten die Gesamtkosten 8.000 Reichstaler betragen, mit denen auch die 34 erforderlichen Schleusen finanziert werden sollten. Da jede Herrschaft die erforderlichen Arbeiten auf ihrem Gebiet selbst erledigen und durchführen sollte, wurde mit Kosten von etwa 1.500 Reichstalern für jede Herrschaft kalkuliert. Im November 1662 verschafften sich Abgeordnete aller fünf Anrainer bei einem Ritt tauberaufwärts ab Wertheim einen Überblick, wobei die Wertheimer Mühlen bereits als Problemfälle erkannt wurden. In der Folgezeit wurde zwar an der Uferseite, an der der Leinpfad entstehen sollte, der Bewuchs entfernt; jedoch stellte sich heraus, dass die Kostenschätzung zu optimistisch war. Der Graf von Hohenlohe hoffte beispielsweise, dass eine Kostensteigerung von 50 % auf 12.000 Reichstaler ausreichend sein sollte. Der Deutsche Orden befürwortete das Projekt weiterhin, jedoch führten weitere Gründe dazu, dass das Projekt dann nicht weiter verfolgt wurde: Die Wertheimer Grafen fürchteten um ihre Mühlen und Kurmainz rechnete nicht damit, dass Tauberbischofsheim und Lauda nennenswert vom Ausbau profitieren würden. Ein letzter Versuch wurde 1702 unternommen; auch dieser wurde nicht umgesetzt.

### Bahnverkehr
Mit dem Bahnhof in Lauda befindet sich im mittleren Teil des Taubertals ein bedeutender Eisenbahnknotenpunkt. Hier kreuzt sich die zweigleisige und elektrifizierte Frankenbahn von Würzburg nach Osterburken (und weiter nach Stuttgart oder nach Heidelberg) mit der von Nordwest nach Südost verlaufenden eingleisigen und nichtelektrifizierten Taubertalbahn zwischen Wertheim und Weikersheim (früher auch bis nach Creglingen), die dem Verlauf der Tauber folgt.

### Straßenverkehr
Ebenfalls der Tauber folgt im mittleren Bereich des Taubertals die B 290 zwischen Bad Mergentheim und Tauberbischofsheim. Im übrigen Verlauf des Tals wird das Tal durch Landesstraßen erschlossen. Teile davon sind Bestandteil der touristisch bedeutenden Romantische Straße, die in Rothenburg ob der Tauber über eine Tauberbrücke von 1330 führt.
Bei Tauberbischofsheim überquert die Bundesautobahn 81 das Taubertal und gewährt Anschluss an die B 290. Die Taubertalbrücke genannte Balkenbrücke in Hohlkastenform wurde 1968 erbaut. Sie hat eine maximale Pfeilerhöhe von 13 m bei Standardspannweiten von 55 m.

## Wasserkraftnutzung
Zu Beginn der Elektrifizierung wurden entlang der Tauber mehrere Gleichstrom-Elektrizitätswerke zur örtlichen Stromversorgung der anliegenden Städte mittels Wasserkraft betrieben. Das erste Elektrizitätswerk im Taubertal war die sogen. Taubermühle in Lauda, die 1889 den Betrieb aufnahm. Weitere Elektrizitätswerke bestanden etwa in Bad Mergentheim (ab 1909), Bronnbach, Rothenburg, Röttingen und Tauberbischofsheim. Zwischen 1920 und 1950 wurden diese Kleinkraftwerke überwiegend zugunsten von meist größeren und weiter entfernt stehenden Wechselstromkraftwerken aufgegeben. Heute sind jedoch noch oder wieder mehrere Kleinanlagen in Betrieb, die ihren Strom durch Wasserkraft aus der Tauber erzeugen:
- Elektrizitätswerk & Kraftwerk Rothenburg ob der Tauber, betrieben von den Städtischen Werken Rothenburg.
- Elektrizitätswerk Müller in Tauberrettersheim.
- Mühle & Elektrizitätswerk Karl Kuhn, das seit 1898 den Ort Markelsheim mit Strom versorgt.
- Wasserkraftanlage an der Tauber für die Stadtwerke Wertheim, ein neues Kraftwerk, das seit 1992 von Elektrizitätswerk Linner in Engelsberg betrieben wird.
- Königshofen, Wasserkraftwerk Eckert aus Königshofen
- Dittigheim, Wasserkraftwerk Walter & Marita Eckert aus Tauberbischofsheim
- In Hochhausen bei Tauberbischofsheim ist außerdem heute noch eine von zwei 65 kW-Turbinen einer ehemaligen Mühle betriebsbereit, die noch zur Stromversorgung des ehemaligen Mühlengebäudes (heute Wohnhaus) dient.
- Bronnbach, Wasserkraftwerk Richard Kail aus Rittersdorf

## Siedlungs- und Territorialgeschichte
Siehe Tauberfranken.

## Die Tauber als Namensgeberin
Der Name Tauber tritt in den Namen mehrerer am Fluss gelegener Orte auf. Am prominentesten unter diesen ist der weltbekannte Touristenort Rothenburg ob der Tauber, der den Namen des Flusses weithin bekannt gemacht hat. Weitere Orte, die den Fluss in ihrem Namen tragen, sind Tauberscheckenbach, Tauberzell, Tauberrettersheim und die durch den Olympiastützpunkt für den Fechtsport bundesweit bekannte Stadt Tauberbischofsheim. Die Bahnlinie in ihrem Grund heißt Taubertalbahn.
Ebenfalls nach dem Fluss benannt ist der baden-württembergische Main-Tauber-Kreis. Die Region entlang der Tauber wird häufig auch Tauberfranken genannt, die Landschaft südlich des Flusses zwischen Bad Mergentheim und Creglingen heißt Taubergrund.
Die Tauber-Franken-Halle in Königshofen ist seit 1967 die größte Veranstaltungshalle im Taubertal und wird für Industriemessen, Sportwettkämpfe (z. B. Handball), Musikveranstaltungen (Dancefloor und Konzerte), Festivals, Volks- und Sportfeste für die ganze Region genutzt. Jedes Jahr im September findet rund um die Halle die zehntägige Königshöfer Messe statt, das größte tauberfränkische Volksfest. Die Tauberfranken-Kaserne in Lauda war ein 20 Hektar großer Standort der Luftwaffe der Bundeswehr und wurde 2004 im Zuge der bundesweiten Verringerung von Truppenstärke und Standorten der Bundeswehr geschlossen. Das Areal wird derzeit in ein Gewerbegebiet umgewandelt, wozu die Stadt 2006 eine Entwicklungsgesellschaft mit dem Namen i_PARK TAUBERFRANKEN GmbH gegründet hat.
Der Tourismusverband Liebliches Taubertal vermarktet als touristische Dachorganisation mehrerer Landkreise und Gemeinden das Taubertal mit dem Schwerpunkt als Ferien- und Wanderregion. Die Bezeichnung Liebliches Taubertal wird in vielen Broschüren und Werbetexten seit etwa 60 Jahren benutzt und ist in der Region zur stehenden Wendung geworden. Es gibt außerdem den an der Tauber entlang ausgebauten offiziell so genannten Tauberradweg von Rothenburg nach Wertheim. Ganz in der Nähe des Tauberradwegs wurde in Weikersheim die Tauberphilharmonie Weikersheim, ein Konzert- und Veranstaltungshaus, errichtet.
Weiterhin benutzen einige, vor allem jüngere, Unternehmen das Wort Tauber als Namensbestandteil, etwa das Unternehmen Tauber–Solar in Tauberbischofsheim. Auch die regionale Sparkasse ist nach der Tauber benannt und heißt Sparkasse Tauberfranken.
Seit 2005 gibt es die Regionalwährung Tauberfranken.
Zum ersten Mal 1995 fand unterhalb von Rothenburg ob der Tauber auf der sogenannten Eiswiese das Open-Air Musikfestival Taubertal-Festival statt. Mittlerweile sind dort Größen wie Pink, Nightwish, Bad Religion, Die Ärzte, Die Toten Hosen, Donots, oder Biffy Clyro teilweise schon mehrmals aufgetreten. Das Flair des Festivals gewinnt unter anderem durch seine Lage im engen Tal, direkt am Ufer der Tauber.
Entlang der Tauber findet seit 2014 jedes Jahr am ersten Wochenende im Oktober der Ultramarathon Taubertal 100 statt. In vier verschiedenen Distanzen (100 Meilen; 100, 71 und 50 Kilometer) wird jeweils in Rothenburg ob der Tauber gestartet.

## Musikalische Darstellung
Im September 2012 wurde das Orchesterwerk Dubron – Die Tauber uraufgeführt. Komponiert wurde es von Roxana Littau, die darin die Tauber sowohl als lieblichen Fluss an einem Sommertag wie auch an einem Wintertag in Nebel getaucht darstellt, so dass melancholische Stimmungen widergespiegelt und verstärkt werden.

### Allgemein
- Christoph Bittel und Regina Hanemann: Zauber der Tauber. Ein romantisches Tal in Ansichten des 19. und frühen 20. Jahrhunderts. Tauberbischofsheim 1999
- Johann Kaspar Bundschuh: Tauber. In: Geographisches Statistisch-Topographisches Lexikon von Franken. Band 5: S–U. Verlag der Stettinischen Buchhandlung, Ulm 1802, DNB 790364328, OCLC 833753112, Sp. 507 (Digitalisat).
- Carlheinz Gräter: Das Taubertal. Eine romantische Landschaft in Franken. Amorbach 1972
- Carlheinz Gräter: Von der Tauber zum Main. Portrait einer Kulturlandschaft. 2. Auflage, Stuttgart/Aalen 1981
- Carlheinz Gräter: Anmutigste Tochter des Mains. Fränkische Nachrichten, Tauberbischofsheim 1986, ISBN 3-924780-08-0 (frankonia Buch)
- Carlheinz Gräter: Weinwanderungen an der Tauber. Von Rothenburg bis Wertheim. 2. Auflage, Tauberbischofsheim 1996
- Carlheinz Gräter: Die Tauber von der Mündung bis zur Quelle. Gerchsheim 2004
- Bernhard Lott: Die Tauber von der Quelle bis zur Mündung. Swiridoff, Künzelsau 2005, ISBN 3-89929-048-8
- Wolf-Armin von Reitzenstein: Lexikon fränkischer Ortsnamen. Herkunft und Bedeutung. Oberfranken, Mittelfranken, Unterfranken. C. H. Beck, München 2009, ISBN 978-3-406-59131-0, S. 219.
- Wilhelm Heinrich Riehl: Ein Gang durchs Taubertal. Von Rothenburg bis Wertheim (Reisebericht von 1865). Gerchsheim 2003

### Spezielle Themen
- Horst-Günter Wagner: Die historische Entwicklung von Bodenabtrag und Kleinformenschatz im Gebiet des Taubertales. In: Mitteilungen der Geographischen Gesellschaft München Bd. 46, 1961, S. 99–149
- Georg Philippi: Erläuterungen zur vegetationskundlichen Karte 1:25000 Blatt 6323 Tauberbischofsheim-West. Landessammlungen für Naturkunde Karlsruhe (Hrsg.), Landesvermessungsamt Baden-Württemberg, Stuttgart 1983
- Karl Baur: Erläuterungen zur vegetationskundlichen Karte 1:25000 Blatt 6526 Creglingen. Staatliches Museum für Naturkunde Stuttgart (Hrsg.), Landesvermessungsamt Baden-Württemberg, Stuttgart 1965